# HK: Forbidden Super Hero
Pour plus de détails, voir Fiche technique et Distribution.
HK: Forbidden Super Hero (HK 変態仮面, HK: Hentai Kamen) est un film japonais réalisé par Yūichi Fukuda, sorti en 2013. Il a pour suite Hentai Kamen: Abnormal Crisis.

## Synopsis
Kyosuke, fils d'un flic corrompu et d'une dominatrice, devient un super-héros alors qu'une culotte tombe sur sa tête.

## Fiche technique
- Titre : HK: Forbidden Super Hero
- Titre original : HK 変態仮面 (HK: Hentai Kamen)
- Réalisation : Yūichi Fukuda
- Scénario : Yūichi Fukuda et Shun Oguri d'après le manga Kyūkyoku!! Hentai Kamen de Keishū Andō
- Musique : Eishi Segawa
- Photographie : Tetsuya Kudō
- Production : Kōji Hyakutake, Kazuo Katō, Tomohiro Kobayashi, Takahisa Miyaji et Hiroo Murakami
- Société de production : Toei Video Company, Showgate, Nippon Shuppan Hanbai et L'Espace Vision
- Pays :  Japon
- Genre : Comédie, fantastique et action
- Durée : 106 minutes
- Dates de sortie : 
  - Japon : 13 avril 2013

## Distribution
- Ryōhei Suzuki : Kyosuke Shikijo
- Fumika Shimizu : Aiko Himeno
- Tsuyoshi Muro : Tamao Ogane
- Ken Yasuda : Towatari
- Narushi Ikeda : Hario Shikijo
- Nana Katase : Maki Shikijo

## Distinctions
Le film a reçu le prix du public au New York Asian Film Festival et a été présenté au festival international du film fantastique de Puchon.